# Unterseeboot 443
L'Unterseeboot 443 ou U-443 est un U-boot type VIIC utilisé par la Kriegsmarine pendant la Seconde Guerre mondiale.
Le sous-marin est commandé le 13 avril 1940 à Dantzig (Schichau-Werke), sa quille posée le 10 février 1941, il est lancé le 14 janvier 1942, et mis en service le 18 avril 1942, sous le commandement de l'Oberleutnant zur See Konstantin von Puttkamer.
Le sous-marin a participe à deux Rudeltaktik.
Il est coulé au large de l'Algérie en février 1943.

## Conception
Unterseeboot type VII, l'U-443 avait un déplacement de 769 tonnes en surface et 871 tonnes en plongée. Il avait une longueur totale de 67,10 m, un maître-bau de 6,20 m, une hauteur de 9,60 m, et un tirant d'eau de 4,74 m. Le sous-marin était propulsé par deux hélices de 1,23 m, deux moteurs diesel Germaniawerft M6V 40/46 de 6 cylindres en ligne de 1 400 cv à 470 tr/min, produisant un total de 2 060 à 2 350 kW en surface et de deux moteurs électriques AEG GU 460/8-276 de 375 cv à 295 tr/min, produisant un total 550 kW, en plongée. Le sous-marin avait une vitesse en surface de 17,7 nœuds (32,8 km/h) et une vitesse de 7,6 nœuds (14,1 km/h) en plongée. Immergé, il avait un rayon d'action de 80 milles marins (150 km) à 4 nœuds (7,4 km/h; 4,6 milles par heure), et pouvait atteindre une profondeur de 230 m. En surface son rayon d'action était de 8 500 milles nautiques (soit 15 700 km) à 10 nœuds (19 km/h).
L'U-443 était équipé de cinq tubes lance-torpilles de 53,3 cm (quatre montés à l'avant et un à l'arrière) qui contenait quatorze torpilles. Il était équipé d'un canon de 8,8 cm SK C/35 (220 coups) et d'un canon antiaérien de 20 mm Flak. Il pouvait transporter 26 mines TMA ou 39 mines TMB. Son équipage comprenait 4 officiers et 40 à 56 sous-mariniers.

## Historique
Il sert dans la 8. Unterseebootsflottille (flottille d'entrainement) jusqu'au 30 septembre 1942, dans la 9. Unterseebootsflottille jusqu'au 31 décembre 1942 et dans la 29. Unterseebootsflottille jusqu'à sa perte.
Sa première patrouille du 1er octobre au 4 novembre 1942, au départ de Kiel se déroule dans l'Atlantique Nord. L'U-443 rejoint le groupe Panther, stationné à 700 ou 800 nautiques dans l'ouest du canal du Nord. Le 16 octobre, onze U-Boote du groupe Panther attaquent le convoi ON-137.
L'U-443 et d'autres U-Boote forment le groupe Puma dans le sud-ouest de l'Islande. Ils recherchent en vain le convoi ONS-138.
Le 22 octobre, dans la soirée, l'U-443 signale le convoi ON-139 dans l'Atlantique Nord. Ce convoi relie Liverpool pour New York City avec quarante-quatre navires marchands escortés par dix-huit navires de guerre. L'U-Boot torpille et coule deux navires du convoi. L'un de ces deux navires est l'ancien navire météorologique Jacques Cartier qui naviguait sous pavillon britannique sous le nom de Winnipeg II. L'U-443 rejoint sa nouvelle base le 4 novembre, après 35 jours en mer.
Sa deuxième patrouille du 29 novembre au 22 décembre 1942, au départ de Brest, l'amène en Méditerranée. L'U-443 passe le détroit de Gibraltar pendant la nuit du 4 au 5 décembre et reste en Méditerranée jusqu'à sa perte. Le 11 décembre à 16 h 25, il coule le destroyer britannique HMS Blean qui escorte le convoi KMF-4 près d'Oran. Ce convoi reliant la Clyde et Bône est composé de trente navires marchands escortés par vingt-et-un navires de guerre. Trois jours plus tard dans la soirée, il attaque le convoi TE-9 au large d'Alger. Ce convoi reliant Gibraltar à Bône est composé de neuf navires marchands sans escorteur. L'U-443 envoie par le fond un navire britannique du convoi. Il accoste à sa nouvelle base, La Spezia, après 24 jours en mer.
Sa troisième patrouille du 16 au 23 février 1943, au départ de La Spezia, se passe à l'ouest de la Méditerranée. Le 23 février, l'U-443 patrouille le long des côtes algériennes quand il est repéré au nord-ouest d'Alger. Il est attaqué et coulé à la position 36° 55′ N, 2° 25′ E, par des charges de profondeur lancées par les destroyers HMS Bicester, Lamerton, Wilton et Wheatland.
Les 48 membres d'équipage meurent dans cette attaque.

## Affectations
- 8. Unterseebootsflottille du 18 avril 1942 au 30 septembre 1942 (Période de formation).
- 9. Unterseebootsflottille du 1er octobre 1942 au 31 décembre 1942 (Unité combattante).
- 29. Unterseebootsflottille du 1er janvier 1943 au 23 février 1943 (Unité combattante).

## Commandement
- Kapitänleutnant Konstantin von Puttkamer du 18 avril 1942 au 23 février 1943.

## Patrouilles
|       | Commandant                      | Départ           | Départ    | Arrivée          | Arrivée   | Jours    | Succès   |
| ----- | ------------------------------- | ---------------- | --------- | ---------------- | --------- | -------- | -------- |
| 1     | Oblt. Konstantin von Puttkamer  | 1er octobre 1942 | Kiel      | 4 novembre 1942  | Brest     | 35 jours | 17 843   |
| 2     | Oblt. Konstantin von Puttkamer  | 29 novembre 1942 | Brest     | 22 décembre 1942 | La Spezia | 24 jours | 2 679    |
| 3     | Kptlt. Konstantin von Puttkamer | 16 février 1943  | La Spezia | 23 février 1943  | Coulé     | 8 jours  |          |
| Total | Total                           | Total            | Total     | Total            | Total     | 67 jours | 20 522 t |

Note : Oblt. = Oberleutnant zur See - Kptlt. = Kapitänleutnant

### Rudeltaktik
L'U-443 prit part à deux Rudeltaktik (meutes de loup) durant sa carrière opérationnelle.
- Panther (11 - 16 octobre 1942)
- Puma (16 - 29 octobre 1942)

## Navires coulés
L'U-443 coula 3 navires marchands pour un total de 19 435 tonneaux et 1 navire de guerre de 1 087 tonneaux au cours des 3 patrouilles (67 jours en mer) qu'il effectua.
| Date             | Nom         | Nationalité | Tonnage | Fait  |
| ---------------- | ----------- | ----------- | ------- | ----- |
| 22 octobre 1942  | Donax       | Royaume-Uni | 8 036   | Coulé |
| 22 octobre 1942  | Winnipeg II | Royaume-Uni | 9 807   | Coulé |
| 11 décembre 1942 | HMS Blean   | Royal Navy  | 1 087   | Coulé |
| 14 décembre 1942 | Edencrag    | Royaume-Uni | 1 592   | Coulé |